# Aina
Az Aina finn eredetű női név, mely a 19. században keletkezett, és amely feltehetően az aina, jelentése: képzelet; vagy a táj, vidék jelentésű ainava szóból származik. Lehet azonban az Anna alakváltozata is, ekkor jelentése: szépség, báj, kedvesség, Isten kegyelme.

## Rokon nevek
Ajna

## Gyakorisága
Az újszülötteknek adott nevek körében  az 1990-es években szórványosan fordult elő. A 2000-es és a 2010-es években sem szerepelt a 100 leggyakrabban adott női név között.
A teljes népességre vonatkozóan az Aina sem a 2000-es, sem a 2010-es években nem szerepelt a 100 leggyakrabban viselt női név között.

## Névnapok
május 10.

## Híres Ainák
- Aina Berg svéd úszónő